# Маркос Кальдерон
Маркос Кальдерон (ісп. Marcos Calderón, 11 липня 1928, Ліма — 8 грудня 1987, Тихий океан) — перуанський футбольний тренер. Здобувши 10 чемпіонських титулів з чотирма різними клубами Кальдерон є найуспішнішим тренером в історії перуанського чемпіонату.

## Кар'єра
Як футболіст грав за клуби «Карлос Конча» та «Спорт Бойз». Після закінчення ігрової кар'єри у 1956 році залишився у «Спорт Бойз» і став помічником головного тренера Альфонсо Уапаї, а 1958 року сам очолив тренерський штаб клубу «Спорт Бойз», вигравши того ж року чемпіонат Перу.
У 1963 році він був тренером клубу «Дефенсор Ліма», після чого став головним тренером команди «Універсітаріо де Депортес» і тренував команду з Ліми чотири роки. За цей час він тричі вигравав чемпіонат Перу в 1964, 1966 та 1967 роках.
Згодом протягом 1965—1967 років очолював тренерський штаб збірної Перу, після чого тренував клуб «Дефенсор Аріка». У 1972—1974 роках він керував столичним клубом «Спортінг Крістал», з яким виграв чемпіонат Перу у 1972 році. Ще один титул він виграв у 1975 році, коли тренував команду «Альянса Ліма».
У 1975—1979 роках Кальдерон вдруге очолював збірну Перу і у 1975 році він лише вдруге в історії збірної привів її перемоги на Кубку Америки, а потім вивів Перу вдруге в їх історії на чемпіонат світу. На турнірі в Аргентині Перу виграв перший груповий етап, обігравши Шотландію та Іран, і зігравши внічию з Нідерландами. Втім на другому груповому етапі Перу програв усі матчі Бразилії, Польщі та Аргентині, вилетівши таким чином із турніру.
У 1979 році Кальдерон повернувся працювати в «Спортінг Крістал» і двічі вигравав з ним чемпіонат у 1979 і 1980 роках. У 1984 році він повернувся до клубу «Спорт Бойз», з яким виграв ще один титул чемпіона Перу, а наступного 1985 року тренуючи «Універсітаріо де Депортес», Кальдерон виграв свій десятий і останній титул чемпіона Перу у своїй кар'єрі. Також Кальдерон працював за кордоном — у Венесуелі в «Депортіво Тачира», Еквадорі в «Барселоні» (Гуаякіль) та Мексиці в «УАНЛ Тигрес».
Тренерська кар'єра Кальдерона була перервана його смертю в авіакатастрофі 8 грудня 1987 року, коли загинула вся команда «Альянса Ліма».

## Титули і досягнення
- Чемпіон Перу (10):

«Спорт Бойз»: 1958, 1984
«Універсітаріо де Депортес»: 1964, 1966, 1967, 1985
«Спортінг Крістал»: 1972, 1979, 1980
«Альянса Ліма»: 1975
- Переможець Кубка Америки (1):

Перу: 1975